# Mayacamas Mountains
Mayacamas Mountains je menší pohoří na severozápadě Kalifornie ve Spojených státech amerických. Nachází se přibližně 160 km severně od San Francisca. Leží v okresech Sonoma County, Lake County, Napa County a Mendocino County.
Maycamas Mountains je součástí Kalifornského pobřežního pásma. Nejvyšší horou je Cobb Mountain s 1 440 m.

## Geografie
Mayacamas Mountains leží přibližně 60 km východní od pobřeží Tichého oceánu. Východně od pohoří se nachází jezero Clear Lake, jihovýchodně údolí Napa. Rozkládá se ze severozápadu směrem na jihovýchod v délce okolo 80 km.